# Alcamenes
Alcamenes är ett släkte av insekter. Alcamenes ingår i familjen Romaleidae.
Kladogram enligt Catalogue of Life:
| Alcamenes | \| \| Alcamenes brevicollis \| \| \| \| \| \| Alcamenes clarazianus \| \| \| \| \| \| Alcamenes granulatus \| \| \| \| |
|           | \| \| Alcamenes brevicollis \| \| \| \| \| \| Alcamenes clarazianus \| \| \| \| \| \| Alcamenes granulatus \| \| \| \| |
|           | Alcamenes brevicollis                                                                                                  |
|           | |
|           | Alcamenes clarazianus                                                                                                  |
|           | |
|           | Alcamenes granulatus                                                                                                   |
|           | |